# Maika Monroe
Pour les articles homonymes, voir Monroe.
Dillon Monroe Buckley, dite Maika Monroe, est une actrice et kitesurfeuse professionnelle américaine, née le 29 mai 1993 à Santa Barbara. Elle fait ses débuts en tant qu'actrice en interprétant Cadence Farrow dans le film At Any Price.

## Biographie
Maika Monroe est  née le 29 mai 1993 à Santa Barbara. Sa mère, Dixie, est interprète en langue des signes auprès d'enfants sourds et son père, Jack, travaille dans la construction.
Elle grandit en suivant des cours de danse. Bien qu'elle aime le cinéma, elle n'envisage pas d'en faire son métier, jusqu'au jour où la production d'un film contacte son école et qu'elle se retrouve en plein cœur d'une réalisation. Elle change d'avis et décide de devenir comédienne. Elle passe des distributions artistiques et travaille seule son jeu d'actrice, déclarant que suivre des cours ne lui correspond pas.

### Vie privée
En octobre 2017, elle officialise sa relation avec l'acteur Joe Keery. Et ils se séparent en 2023.

## Carrière

### Actrice
En avril 2012, Maika Monroe signe pour le film dramatique Last Days of Summer, adaptation du roman Long Week-end de Joyce Maynard. En juin 2013, elle rejoint la distribution artistique du thriller psychologique The Guest et fait une apparition aux côtés d'Emma Watson dans The Bling Ring. En août 2014, elle s'ajoute également à la distribution du thriller La Cinquième Vague, adaptation du roman homonyme de Rick Yancey. La même année elle joue le rôle de Jay dans It Follows, qui remportera le Grand Prix du 22e festival international du film fantastique de Gérardmer. Maika Monroe devient rapidement connue du grand public et décrochera des rôles dans des films tels que La Cinquième Vague et Independence Day: Resurgence.

### Kitesurf
Maika Monroe suit les traces de son père et commence le kitesurf à l'âge de treize ans. Elle déménage en République dominicaine lors de sa dernière année de lycée afin de s’entraîner à plein temps et poursuit sa scolarité par le biais d'internet. Dès lors, sa carrière d'athlète progresse et elle obtiendra même la seconde place lors de l'International Red Bull Air Competition.
Elle participe à une compétition caritative, la Kiteboarding 4 Kids, qui se déroule chaque année en République dominicaine au profit des enfants défavorisés du pays.

## Filmographie

### Cinéma
- 2012 : At Any Price de Ramin Bahrani : Cadence Farrow
- 2013 : Last Days of Summer (Labor Day) de Jason Reitman : Mandy
- 2013 : The Bling Ring de Sofia Coppola : Une fille à la plage
- 2014 : The Guest d'Adam Wingard : Anna Peterson
- 2014 : It Follows de David Robert Mitchell : Jay Height
- 2015 : Le dernier des guerriers (Echoes of War) de Kane Senes : Abigail Riley
- 2016 : La Cinquième Vague (The 5th Wave) de Jonathan « J » Blakeson : Ringer
- 2016 : Independence Day: Resurgence de Roland Emmerich : Patricia Whitmore
- 2017 : Bokeh de Geoffrey Orthwein et Andrew Sullivan : Jenai
- 2017 : Chaudes nuits d'été (Hot Summer Nights) d'Elijah Bynum : McKayla
- 2017 : The Secret Man : Mark Felt (Mark Felt : The Man Who Brought Down the White House) de Peter Landesman : Joan Felt
- 2017 : The Tribes of Palos Verdes de Brendan Malloy et Emmett Malloy : Medina Mason
- 2017 : The Scent of Rain and Lightning de Blake Robbins : Jody Linder
- 2017 : I'm Not Here de Michelle Schumacher : Karen
- 2018 : Greta de Neil Jordan : Erica Penn
- 2018 : Tau de Federico D'Alessandro : Julia
- 2018 : After Everything d'Hannah Marks et Joey Power : Mia
- 2019 : Villains de Dan Berk et Robert Olsen : Jules
- 2019 : Honey Boy d'Alma Har'el : Sandra
- 2020 : Sons of Philadelphia (The Sound of Philadelphia) de Jérémie Guez : Grace
- 2020 : The Education of Fredrick Fitzell de Christopher MacBride : Cindy
- 2022 : Watcher de Chloe Okuno : Julia
- 2023 : God Is a Bullet de Nick Cassavetes
- 2024 : Longlegs d'Oz Perkins : Lee Harker
- 2025 : In Cold Light de Maxime Giroux : Ava
- TBA : 100 Nights of Hero de Julia Jackman : Cherry
- TBA : The Hand That Rocks the Cradle de Michelle Garza Cervera : Peyton Flanders
- TBA : Brides de Chloe Okuno : Sally
- TBA : They Follow de David Robert Mitchell : Jay Height

#### Courts métrages
- 2011 : The Darkness is Close Behind de Sheena McCann : Amy Southern
- 2015 : Burned de Jaime Valdueza : Lila
- 2018 : How To Be Alone de Kate Trefry : Lucy

### Télévision

#### Séries télévisées
- 2009 : Eleventh Hour : Maya Wynne
- 2020 : The Stranger : Clare

#### Téléfilm
- 2013 : Flying Monkeys de Robert Grasmere : Joan

## Voix françaises
En France
| - Charlotte Correa dans : - La Cinquième Vague - Independence Day: Resurgence - Émilie Rault dans : - Tau - Une obsession venue d'ailleurs (en) - Ingrid Donnadieu dans : - Greta - Longlegs | Et aussi - Alexia Papineschi dans At Any Price - Valérie Decobert dans Last Days of Summer - Adeline Chetail dans It Follows - Émilie Marié dans The Secret Man: Mark Felt - Sophie Pyronnet dans Le Prix de la vengeance |